# Histoire philatélique et postale de la Sarre
L’histoire philatélique de la Sarre est liée à l'histoire postale de l'Allemagne, et à celle de la France, au XIXe siècle lors des conquêtes de Napoléon, et  au XXe siècle, à cause des conséquences des deux guerres mondiales. 
De 1918 à 1935 et de 1945 à 1957, ce territoire connaît une administration française qui se traduit par la réalisation et l'impression des timbres-poste par les artistes et les imprimeries des postes françaises, jusqu'à ce que ce territoire rejoigne l'Allemagne par plébiscite en 1935 et par accord bilatéral, conforme au résultat d'un referendum en 1957. De 1957 à 1959, la gestion des thèmes des timbres est reprise par les autorités postales allemandes le temps d'une transition monétaire.
Depuis 1959, les timbres d'Allemagne fédérale sont employés dans ce Land.

## Département français

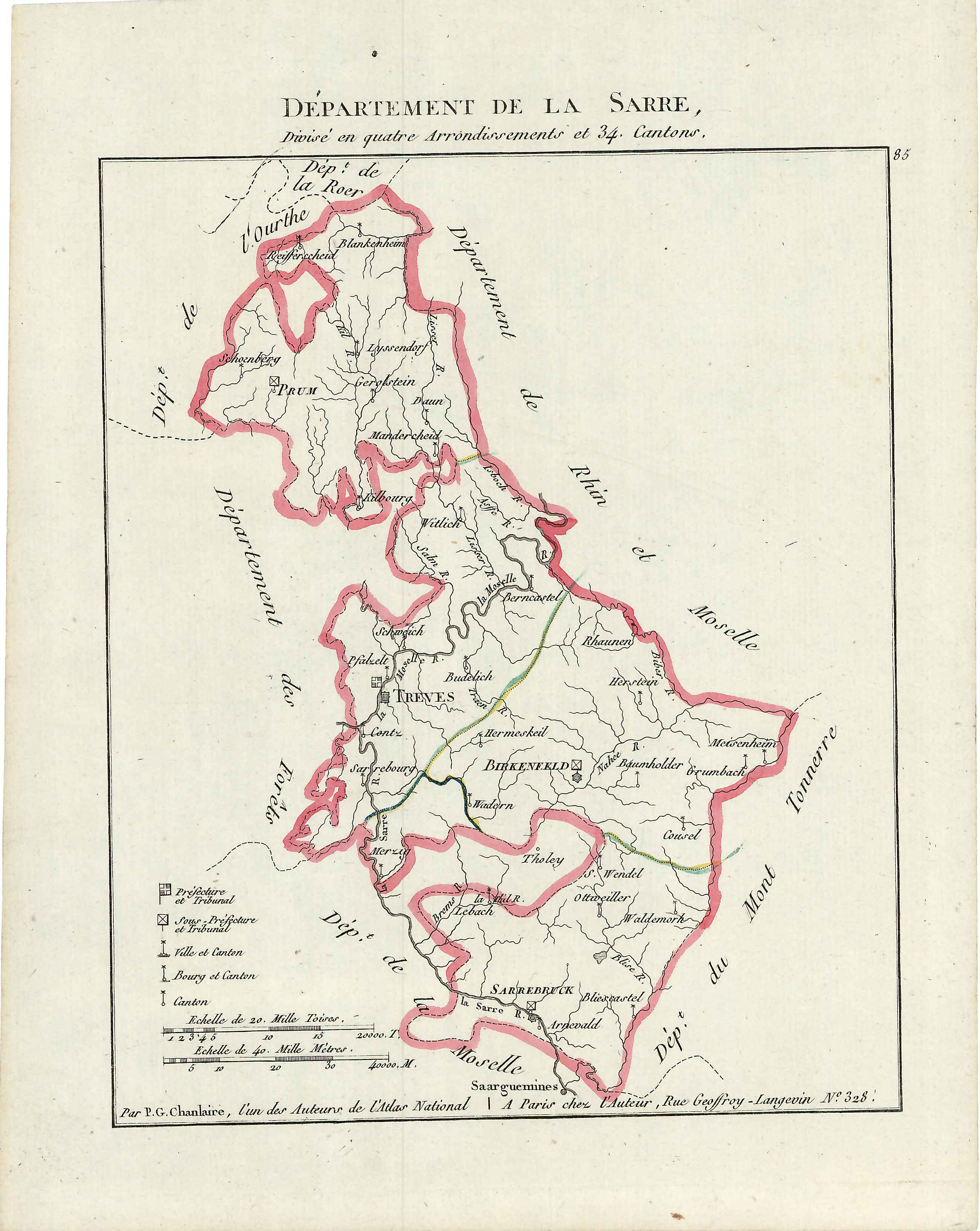
Département de la Saar 1802

Le futur territoire du Land de Sarre est occupé par la France peu après la Révolution, de 1797 à 1814. Ce territoire et une autre partie de la Rhénanie prussienne sur la rive gauche de la Moselle constituent le département de la Sarre. L'administration postale a donc mis en place des marques postales linéaires sur le même modèle que celui de la France.
Pour la Sarre, le numéro de département est le 101 et le chef-lieu la ville de Trèves. 
Le tableau ci-dessous donne la liste des bureaux de distribution et les marques postales utilisées. Celles qui ont la forme P 101 P sont réservées aux envois en port payé et celles avec la mention DEB (déboursé) pour les problèmes d'acheminement.
| Ville      | Marque (exemple)              | Date | Cotation | remarques                                |
| ---------- | ----------------------------- | ---- | -------- | ---------------------------------------- |
| Trèves     | DE TREVES                     | 1797 | E        |                                          |
| Trèves     | V. TRIER                      | 1797 | E        |                                          |
| Trèves     | TREVES                        | 1797 | E        | en rouge                                 |
| Trèves     | 101 TREVES                    | 1799 | D, E     | en noir et en rouge,                     |
| Trèves     | P. 101. P /TREVES             | 1797 | E        | en rouge ou en noir                      |
| Trèves     | DEB DE TREVES                 | 1813 | E        | 2 largeurs différentes                   |
| Birkenfeld | 101 BIRCKENFELD               | 1811 |          |                                          |
| Birkenfeld | P. 101. P / BIRCKENFELD       | 1809 |          |                                          |
| Birkenfeld | D. 101. B. / BIRCKENFELD      | 1813 | F        |                                          |
| Birkenfeld | P. P / BIRCKENFELD            | 1820 | D        | 101 gratté                               |
| Prüm       | 101 PRUM                      | 1810 |          |                                          |
| Prüm       | P. 101. P / PRUM              | 1810 |          |                                          |
| Sarrebruck | 101 SARREBRUCK                | 1800 | D à E    | 52 mm en rouge ou en noir, 48 mm en noir |
| Sarrebruck | P. 101. P / SARREBRUCK        | 1806 | E        | en rouge ou en noir                      |
| Sarrebruck | DÉBOURSÉ N°101 DE SARREBRUCK, | 1811 | F        |                                          |

Deux marques de service sont également utilisées :
- administration Centle du Dépt. de la Sarre ;
- Le Préfet du Dépt. de la Sarre.

Deux marques d'entrée en France sont également frappées en Sarre :
- ALLEMAGNE PAR SARREBRUCK ;
- A TAXER DEPUIS SARREBRUCK.

## Constitution du territoire et mandat de 1920

En jaune, la Sarre-Palatinat (anciennement bavaroise) à l'intérieur de la Sarre (ancienne partie de la Rhénanie prussienne.

De 1920 à 1935, un territoire nommé Sarre est placée sous un mandat de la Société des Nations. La France fournit l'administration nécessaire et notamment le système postal. Le territoire de la Sarre est alors réparti entre la Rhénanie prussienne et le Palatinat rhénan bavarois (arrondissement de Sarre-Palatinat depuis 1974).

### Premiers timbres en mark

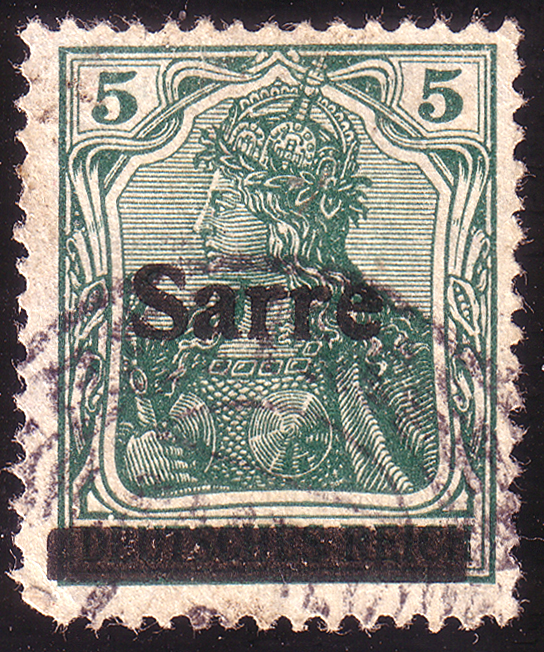
Timbre allemand au type Germania surchargé début 1920.

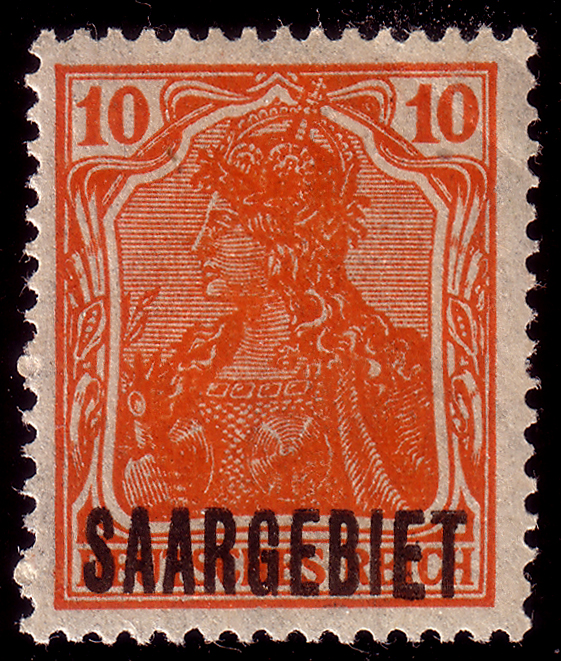
La seconde surcharge apparu ensuite, toujours en 1920.

Début 1920, les premiers timbres portant mention de la Sarre sont des timbres de l'Empire allemand aux types Germania et Hôtel des postes, et de Bavière surchargés. La surcharge donnent le nom « SARRE » et raye le nom du pays imprimé d'une barre noire pour les timbres allemands et de trois traits parallèles pour les bavarois. Ces séries sont démonétisées dès le 15 septembre 1920. 
Les 10 avril et 21 octobre 1920, sur de nouveaux timbres d'Allemagne aux mêmes types, est imprimée en surcharge le nom « SAARGEBIET » (région de la Sarre) sur la mention « DEUTSCHES REICH ». Le dernier timbre Germania surchargé est émis le 4 février 1921 et abaisse la valeur d'un 75 pfennig à celle de 20 pfennig.
Les premiers timbres fabriqués spécialement pour la Sarre sont émis entre le 19 février et le 21 avril 1921. Ils sont illustrés de monuments historiques et de paysages industriels locaux, dans un cadre décoré. Démonétisés le 1er mai, une partie est surchargée à Paris pour resservir avec une nouvelle faciale, le reste est incinéré.
L'ensemble des timbres surchargés et de la série de 1921 sont démonétisés le 1er mai 1921 à cause de l'introduction du franc français sous la forme du franc sarrois dans le territoire, même si le mark allemand est toléré jusqu'au 1er décembre 1923.

### Les émissions en franc
Les paysages industriels ou culturels sarrois de 1921 se poursuivent pendant la période 1921-1934. 
D'abord en typographie avec le cadre richement orné, les timbres représentent par exemple l'hôtel de ville de Sarrebruck, la tour de Mettlach, la vallée de la rivière Sarre, ainsi que pour l'industrie : un mineur au travail, un puits d'extraction du charbon, des moyens de transport de ce minerai. En 1922, ces illustrations sont réémises sur des timbres de dimension plus grande.
À partir de 1925, les timbres sont imprimés en héliogravure par Hélio-Vaugirard, à Paris. Le dessin est plus fin et les thèmes se diversifient. Les paysages restent avec des églises, des fontaines et des villages de la Sarre, ainsi qu'un puits de mine et une vue des hauts-fourneaux de Burbach.
Cependant, les deux premières séries à bénéficier de l'héliogravure sont religieuses (la pietà de la chapelle de Blieskastel) en avril 1925 et une émission à surtaxe au profit du Secours populaire (Volkshilfe) en octobre 1926. Sur les quatre timbres de cette dernière, sont montrés un aveugle et son chien guide, une infirmière soignant un malade, deux jeunes enfants buvant à une source, et une mère tenant son nouveau-né. 
De 1928 à 1934, les séries de bienfaisance sont omniprésentes de 1928 à 1934 dans les nouvelles émissions, même si les séries de 1922 à 1927 sans surtaxe ne sont pas retirées de la vente. Les séries Volkshilfe sont imprimés sans surtaxe mais sont vendus plus cher que la valeur faciale postale. Elles sont omniprésentes de 1928 à 1934 : scènes de secours (une enfant aidant un mendiant aveugle, un homme offrant du pain à un nécessiteux, une famille dans la misère. Les scènes montrent la pauvreté et les actes de générosité et de charité nécessaires. Les images pieuses sont utilisées : la parabole du Bon Samaritain, saint Martin coupant son manteau en deux. En 1932, des vues touristiques portent la mention « VOLKSHILFE ». En 1934, la dernière série inédite utilise cinq statues de Luca Pozzi conservées dans l'église Saint-Louis de Sarrebruck pour représenter des problèmes (les soucis) et les sentiments positifs (amour, paix, consolation, abondance et vérité dans l'ordre des valeurs faciales. Le dernier timbre est d'inspiration religieuse : le gisant de la comtesse Élisabeth, comtesse de Nassau-Sarrebruck, en position de prière, conservé dans l'abbaye de Saint-Arnual.
En 1933, trois timbres sont vendus au double de leur valeur faciale pour venir en aide aux victimes de l'explosion d'un gazomètre à Neunkirchen : 68 morts, 190 blessés et les personnes sans-logis après l'effondrement de leurs maisons.
Les seuls timbres émis sans surtaxe après 1928 sont donc ceux de poste aérienne (Luftpost) émis en septembre 1928 (50 centimes et 1 franc) et avril 1932 (60 c. et 5 F.), et un timbre de 90 centimes sur la Caserne Vauban de Sarrelouis en avril 1932. Les timbres de 1928 montrent un Breguet XIV au-dessus de Sarrebrück et ceux de 1932 un Focke-Wulf A-17 décollant de l'aérodrome de Sarrebrück.

### Les surchargés du plébiscite
Le 1er novembre 1934, deux mois et demi avant le plébiscite, tous les timbres encore en circulation sont surchargés de la mention « VOLKSABSTIMMUNG 1935 » (« plébiscite 1935») et sont les seuls vendus dans les bureaux de poste. Vingt timbres paysages, Volkshilfe ou aériens sont ainsi traités en novembre et les sept timbres de la série Volkshilfe de mars 1934 sont réémis ainsi le 1er décembre 1934. La couleur et la position de la surcharge sont adaptés à leur graphisme.
Le 13 janvier 1935, 90,8 % des voix se prononcent en faveur de la réintégration à l'Allemagne. Les derniers soldats sous mandat de la Société des Nations quittent la Sarre le 26 février 1935. 
Le 1er mars 1935, sans transition, sont mis en circulation en Sarre les timbres d'Allemagne.

### Les timbres de propagande d'Allemagne
Le 26 août 1934 et le 16 janvier 1935, en Allemagne sous régime nazi, sont émis deux séries de timbres militant en faveur du retour de la Sarre à l'Allemagne.
En août, un six pfennigs vert foncé montre deux mains brandissant un morceau de charbon de Sarre et un douze pfennig rouge orne du nom « Saar » l'aigle impérial debout au-dessus de la croix gammée.
L'émission de janvier est émise trois jours après la victoire du « oui » au plébiscite. Les quatre timbres portent la même illustration d'Emmy Glintzer : une femme allégorie de l'Allemagne embrasse une petite fille (la Sarre) dans ses bras.

## 1945-1957

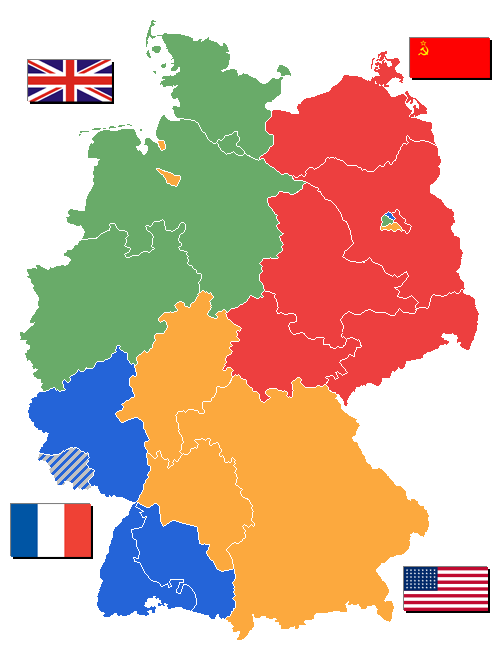
Les quatre zones d'occupation en Allemagne et les limites des Länder. La Sarre est hachurée en bleu et gris.

Après la capitulation allemande du 7 mai 1945, les zones d'occupation sont délimitées en juillet. Chacun des États occupants a la charge du service postal dans sa zone. Dans les zones américaines et britanniques, des timbres « Am Post Deutschland » sont déjà prêts ; dans la zone soviétique, l'initiative locale est de mise. 

### La Zone d'occupation française
Pour pouvoir à nouveau bénéficier d'un service postal régulier, les Allemands de la zone française (zone nord : actuels Rhénanie-Palatinat et Sarre, et zone sud : sud du Bade-Wurtemberg actuel) attendent jusqu'au 1er septembre 1945. À cette date, ils ont le droit d'envoyer des cartes postales dans la demi-zone française où il réside : zone nord ou zone sud. Le 17 septembre, l'usage est étendu à la lettre et aux imprimés toujours dans la demi-zone. Progressivement, en octobre, tout le courrier finit par circuler à l'intérieur de toute la zone française, puis des zones alliées. De fin août à décembre 1945, le paiement de la taxe d'affranchissement est certifié par la marque « Gebühr bezahlt » (tarif payé) sur le pli.
La France a refusé les timbres américains et en émet le 17 décembre 1945 avec la mention « ZONE FRANÇAISE ».
Trois séries de timbres sont émis avec des valeurs en pfennig et mark. Les deux premières de petites valeurs (de 1 à 30 pfennigs) représentent les cinq blasons des régions concernées : Bade, Palatinat, Rhénanie, Sarre et Wurtemberg. Émis le 17 décembre 1945, ils sont repris le 11 janvier 1946 avec de nouvelles valeurs. La troisième comprend des timbres de grand format sur des écrivains allemands : Johann Wolfgang von Goethe en décembre 1945, Friedrich von Schiller et Heinrich Heine le 1er avril 1946.
Ils sont retirés de la vente le 21 juin 1948 puisqu'ils sont remplacés progressivement pendant l'année 1947 par des timbres spécifiques à chaque région, même si l'illustration est souvent identique : Bade (Baden), Rhénanie-Palatinat (Rheinland-Pfalz) et Wurtemberg (Württemberg).

## Sarre sous statut spécial: 1947-1959

### Premières émissions
Par contre, en Sarre, des timbres différents sont émis à partir du 20 janvier 1947. Cette situation philatélique traduit le nouveau statut de la Sarre en tant qu'État sous protectorat de la France, dans l'attente d'un plébiscite. Comme entre 1920 et 1935, ce sont les dessinateurs, graveurs et imprimeries des postes françaises qui sont utilisés pour la réalisation des timbres de Sarre.
Entre janvier et mars 1947, une série de vingt timbres illustrée de sept types est mise en circulation : un mineur pour les six petites valeurs (2 à 12 pfennigs), des métallurgistes pour les quatre suivantes (15 à 24 pf.), deux paysannes sur fond de paysage industriel (cinq valeurs de 25 à 50 pf.), la vieille tour de Mettlach (60, 75 et 80 pf.), un 84 pf. vertical de grand format à l'effigie du maréchal Ney natif de Sarrelouis et un 1 mark pour un méandre de la rivière Sarre.
Le franc sarrois lié au franc français remplace le Reichsmark en usage depuis 1935, qui est devenu le mark sarrois en juin 1947. Les tarifs postaux sont convertis le 20 novembre 1947. Treize des timbres de 1947 sont surchargés, les timbres non surchargés sont retirés de la vente le 27 ou le 28 novembre. Cette émission surchargée est réalisée en deux tirages qui ont créé deux types : chacun des types pour chacun des timbres se distingue par des modifications parfois minuscules dans le dessin. Par exemple, pour les 10 centimes, 60 c. et 1 franc « Mineur », la barre de « SAAR » est plus haute sur le type 2. Le second tirage étant plus important que le premier, ce sont les timbres de ce dernier qui bénéficient des plus fortes cotes dans les catalogues.
Le 1er avril 1948, arrivent les premiers timbres dessinés directement en franc. Ce sont les seuls à porter la mention « SAARPOST » (poste de Sarre). Ils présentent les principaux thèmes des émissions de 1920-1935 et qui vont suivre jusqu'en 1956 : travailleurs sarrois (mineur, ouvrier, paysanne), paysages industriels, patrimonial (abbaye de Mettlach) et naturel (la vallée de la Sarre et ses forêts). Les petites valeurs de 10 c., 60 c. et 1 F. incitent à la coopération en montrant une poignée de main. 
La même année, pour venir au secours des victimes d'une inondation (Hochwasserhilfe 1947-1948), la première émission de bienfaisance représentant des paysages pendant la montée des eaux. Les surtaxes sont désormais imprimées et lisibles sur les timbres. Cette série est également émise sous la forme de deux blocs.

### Thèmes des émissions du protectorat de Sarre
La série de bienfaisance du secours populaire (Volkshilfe) reprend en décembre 1949 avec désormais la mention de la surtaxe. Ce sont uniquement des œuvres peintes qui servent d'illustrations, parfois avec une tonalité chrétienne. La dernière émission a lieu le 10 décembre 1956. À partir d'avril 1950, elle est rejointe par une émission au profit de la Croix-Rouge présentant sur un fond uni des personnes dans le besoin ou une scène d'hôpital pour enfants, et le signe de l'organisme.
Les paysages industriels et ruraux (avec parfois le fruit de leurs productions) et les monuments figurent toujours sur les timbres de la période du protectorat.
De nouveaux thèmes apparaissent, notamment commémoratifs. Sur des sujets locaux, la foire de Sarrebruck (Saarmesse) fait l'objet d'un timbre annuel qui se poursuit pendant la période de transition de 1957 à 1959. Les sports permettent des émissions sur les Jeux olympiques d'été de 1952 à Helsinki et ceux de 1956 à Melbourne.
Quelques personnalités historiques (en dehors des saints de la série Volkshilfe) sont honorés de 1950 à 1953 avec le prêtre social Adolf Kolping et le philosophe Peter Wust en 1950, Martin Luther et Jean Calvin pour le 375e anniversaire de la Réforme, et Henri Dunant pour le timbre Croix-Rouge de 1953.
Apparue en Allemagne en 1936 et en France sur timbre en 1944, la Journée du timbre (Tag der Briefmarke) est marquée par un timbre annuel de grand format en 1950. Il reproduit une scène du travail d'acheminement du courrier à différentes époques de l'histoire postale.
L'indépendance de la Sarre est montrée par deux émissions : l'anniversaire de la Constitution de 1947 (timbres du 15 décembre 1948) et l'adhésion au Conseil de l'Europe en 1950.

### Vers le rattachement
Seulement trois timbres sont surchargés en octobre 1955 pour annoncer la consultation (Volksbefragung) sur le devenir de la Sarre. 67,7 % des votants refusent les accords de Paris qui aurait placé leur pays sous un statut spécial au sein de l'Union de l'Europe occidentale. Finalement, les accords de Luxembourg entre la France et la République fédérale d'Allemagne le 27 octobre 1956 décident du rattachement de la Sarre à l'Allemagne au 1er janvier 1957.
Les timbres émis avant le 1er janvier 1957 restent en vente jusqu'au 1er juillet 1957.

### Après le rattachement
Le 1er janvier 1957, avec l'intégration du Land de Sarre à l'Allemagne de l'Ouest, la Deutsche Bundespost prend le relais du service postal, mais les timbres restent différents de ceux du reste de la République fédérale à l'intérieur de la circonscription de l’Oberpostdirektion (de) de Sarrebruck
Une partie des émissions sont les timbres d'Allemagne fédérale avec la mention « Deutsche Bundespost Saarland » et une valeur faciale en franc, le temps de retirer le franc monétaire le 5 juillet 1959. Plusieurs timbres allemands existent ainsi dans une version sarroise, dont le premier portant le blason de la Sarre et les quarante timbres de la série d'usage courant à l'effigie du premier président fédéral Theodor Heuss, dont la moitié réémise en décembre 1957 avec le « F » de franc : certains timbres en pfennigs pouvant trop ressembler à des exemplaires en francs.
Une partie des illustrations existent seulement en Sarre, principalement sur des sujets régionaux : centenaire de Merzig, 400e anniversaire de la ville de Hombourg, l'annuelle série pour la foire (Saarmesse) qui perdure jusqu'en 1959, et le 50e anniversaire du statut de grande-ville de Sarrebruck.
Le 6 juillet 1959, sont retirés tous les timbres de Sarre et seuls, les timbres d'Allemagne fédérale sont en usage depuis dans ce Land.

## Commémoration du rattachement de 1957
Le 2 janvier 2007, le cinquantenaire de la création du Land de Sarre donne lieu à l'émission d'un timbre de 0,55 euro mis en page par Fritz Lüdtke : au-dessus du blason sarrois, trois photographies présentent un paysage minier et industriel, une vue des forêts autour de la rivière Sarre et le Ludwigkirche de Sarrebruck.

## Tableau-résumé
Ce tableau résume les principales périodes de l'histoire philatélique de la Sarre à partir de 1920, qui se distinguent notamment par le pays d'émission, la mention sur le timbre et la monnaie.
| Année                       | Timbres utilisés                                                  |
| --------------------------- | ----------------------------------------------------------------- |
| Timbres en mark.            |                                                                   |
| 1849-1920 (Sarre-Palatinat) | Bavière Bayern                                                    |
| 1920                        | Bayern Saargebiet (région de Sarre)                               |
| 1920-1921                   | Deutsches Reich Saargebiet                                        |
| 1921                        | Saargebiet                                                        |
| Timbres en franc.           |                                                                   |
| 1921-1935                   | Saargebiet                                                        |
| Timbres en mark.            |                                                                   |
| 1935-1945                   | Timbres de l'Empire allemand Deutsches Reich                      |
| 1945-1947                   | Zone française                                                    |
| 1947-1947                   | Land de Sarre Saarland                                            |
| Timbres en franc.           |                                                                   |
| 1947-1956                   | Land de Sarre Saarland                                            |
| 1957-1959                   | Allemagne fédérale - Land de Sarre Deutsche Bundespost - Saarland |
| Timbres en mark.            |                                                                   |
| Depuis 1959.                | Timbres d'Allemagne fédérale Deutsche Bundespost                  |
| Légende                     |                                                                   |
| italique rayé               | mention exacte mention surchargée                                 |

### Sources: catalogues
- Catalogue de cotations des timbres des bureaux français, anciennes colonies, et zones d'occupation en Europe et Asie, éd. Dallay, 2006-2007 :
  - période de 1920 à 1935, pages 21 à 62 ;
  - zone d'occupation française en Allemagne (1945-1946), pages 83 à 85 ;
  - période de 1947 à 1956, pages 103 à 125 et 132 ;
  - rattachement à l'Allemagne et période de transition, pages 125 à 131.
- Deutschland-Spezial, catalogue spécialisé des timbres d'Allemagne, tome 1 : 1849 à avril 1945, éd. Michel, 2002 ; la période de 1920 à 1935 est traitée dans les pages 620-673.